# Castellserà
Castellserà (spanisch Castellserás) ist eine katalanische Gemeinde (Municipio) mit 993 Einwohnern (Stand: 2024) in der Provinz Lleida im Nordosten Spaniens. Sie ist Teil der Comarca Urgell. Neben dem Hauptort Castellserà gehören die Weiler Can Tosquella und Masia del Teco zur Gemeinde. 

## Lage
Castellserà liegt etwa 37 Kilometer ostnordöstlich von Lleida in einer Höhe von ca. 265 m. 

## Einwohnerentwicklung
| 1900 | 1930 | 1950 | 1970 | 1981 | 1991 | 2001 | 2011 | 2021 |
| ---- | ---- | ---- | ---- | ---- | ---- | ---- | ---- | ---- |
| 1209 | 1390 | 1407 | 1286 | 1251 | 1161 | 1113 | 1116 | 976  |

## Sehenswürdigkeiten
- Burgruine von Castellserà
- Magdalenenkirche

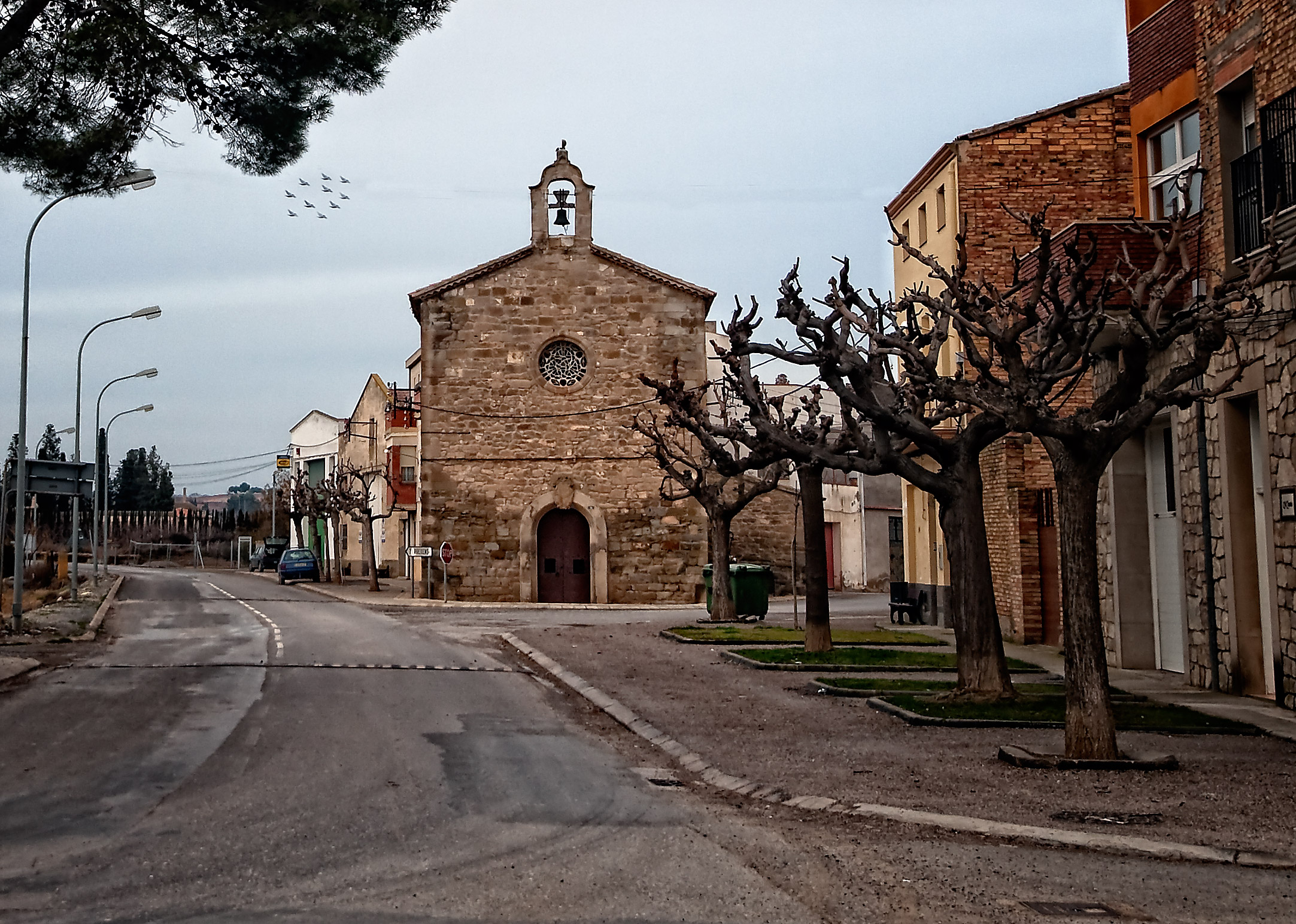
Sebastianuskapelle
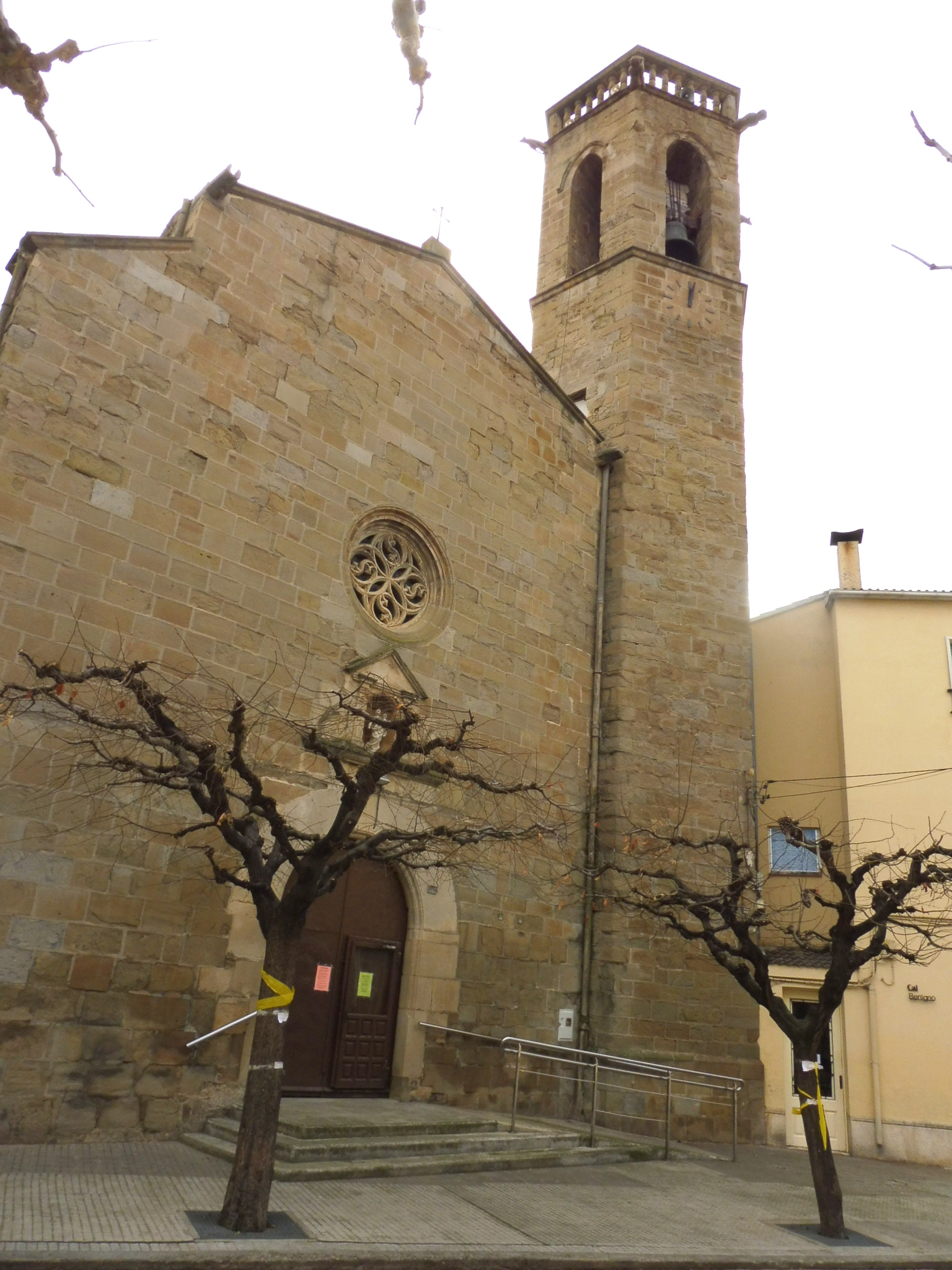
Magdalenenkirche

- Sebastianuskapelle
- Magdalenenkirche

## Persönlichkeiten
- Aurèlia Pijoan Querol (1910–1998), Ärztin und republikanische Widerstandskämpferin